# Bosc-Bérenger
Bosc-Bérenger ist eine französische Gemeinde mit 198 Einwohnern (Stand 1. Januar 2022) im Département Seine-Maritime in der Region Normandie. Sie gehört zum Arrondissement Dieppe und zum Kanton Neufchâtel-en-Bray. Die Einwohner werden Bosc-Berengerois und Bosc-Berengeroises genannt.

## Geographie
Bosc-Bérenger liegt im Zentrum des Départements, etwa 24 Kilometer nordöstlich von Rouen und etwa 34 Kilometer südsüdöstlich von Dieppe.
Umgeben wird Bosc-Bérenger von den vier Nachbargemeinden:
|            | Saint-Saëns                                 |                         |
| Cottévrard | Kompassrose, die auf Nachbargemeinden zeigt | Saint-Martin-Osmonville |
|            | Critot                                      |                         |

## Bevölkerungsentwicklung
| Jahr      | 1962 | 1968 | 1975 | 1982 | 1990 | 1999 | 2007 | 2014 |
| Einwohner | 116  | 121  | 123  | 135  | 125  | 177  | 185  | 175  |

## Sehenswürdigkeiten
- Die Kirche La Trinité wurde ab dem 12. Jahrhundert erbaut.